# Choquinha-estriada-da-amazônia
Choquinha-estriada-da-amazônia, formigueirinho-amazónico ou choquinha-estriada-da-amazónia (Myrmotherula multostriata) (nome científico: Myrmotherula multostriata) é uma espécie de ave passeriforme que pertence à família dos tamnofilídeos. Ocorre na América do Sul e foi descrita e ilustrada pelo zoólogo inglês Philip Sclater em 1858.